# Barmherzige Schwestern Zams

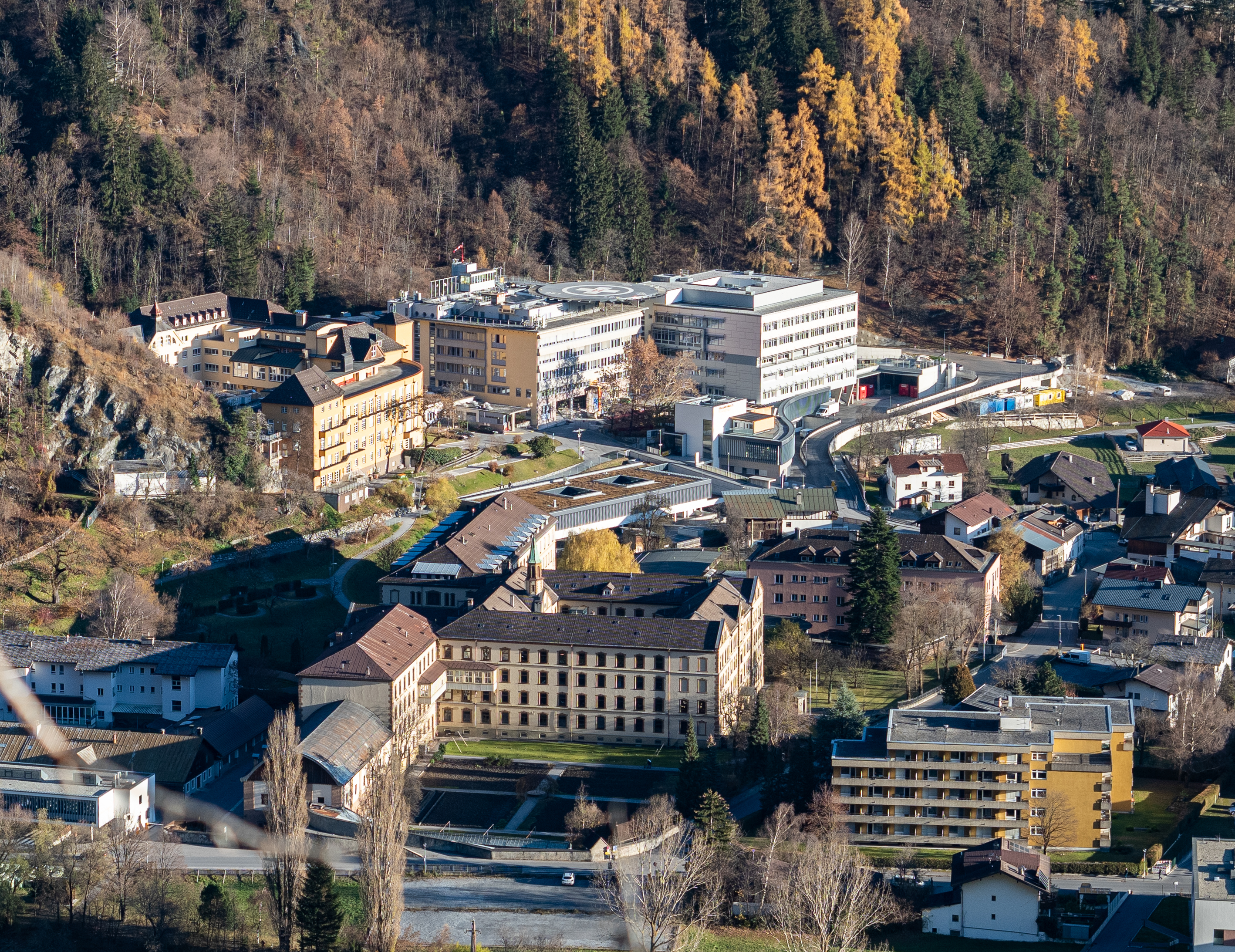
Mutterhaus mit Klosterkirche (vorne) und Krankenhaus St. Vinzenz (hinten)

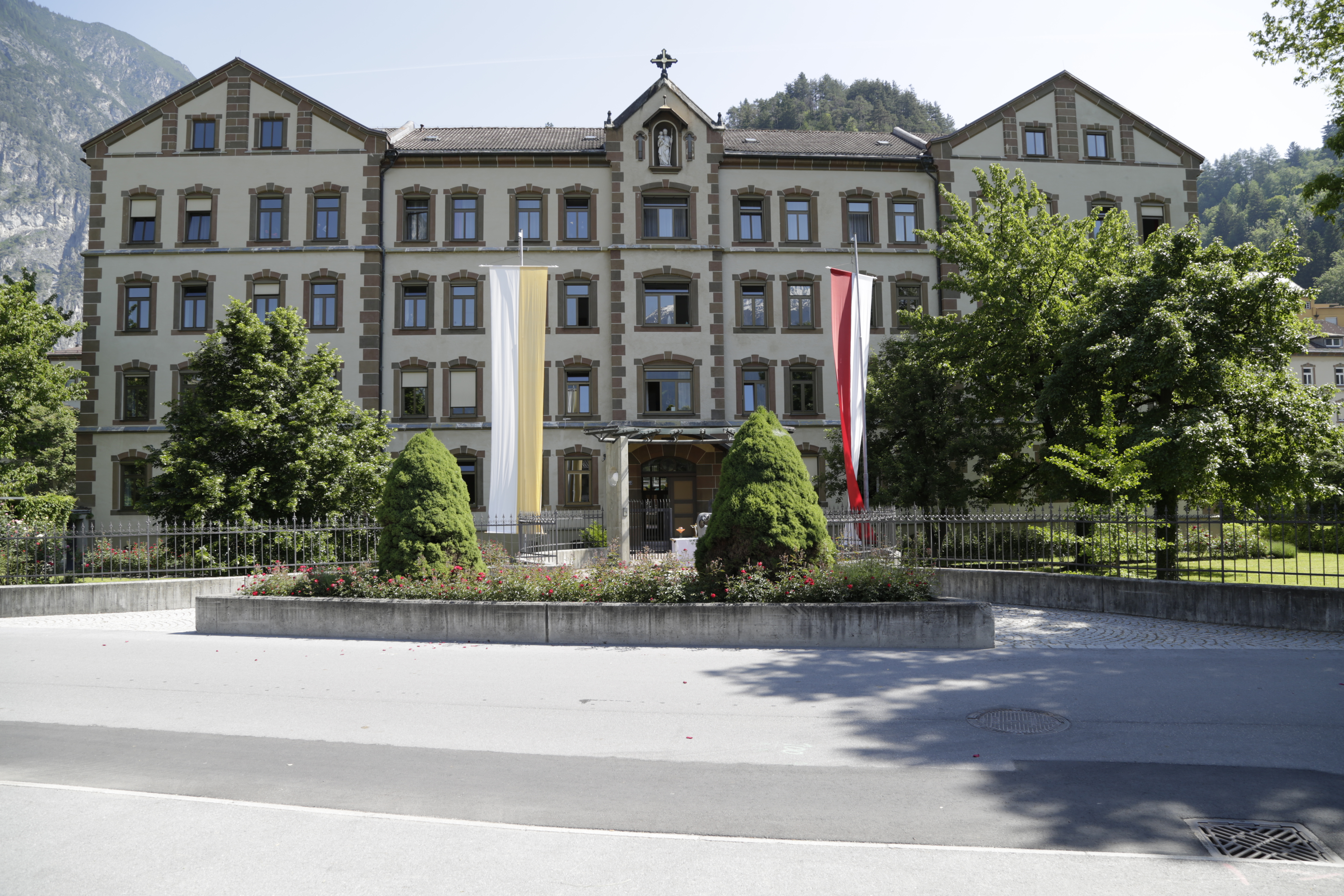
Mutterhaus

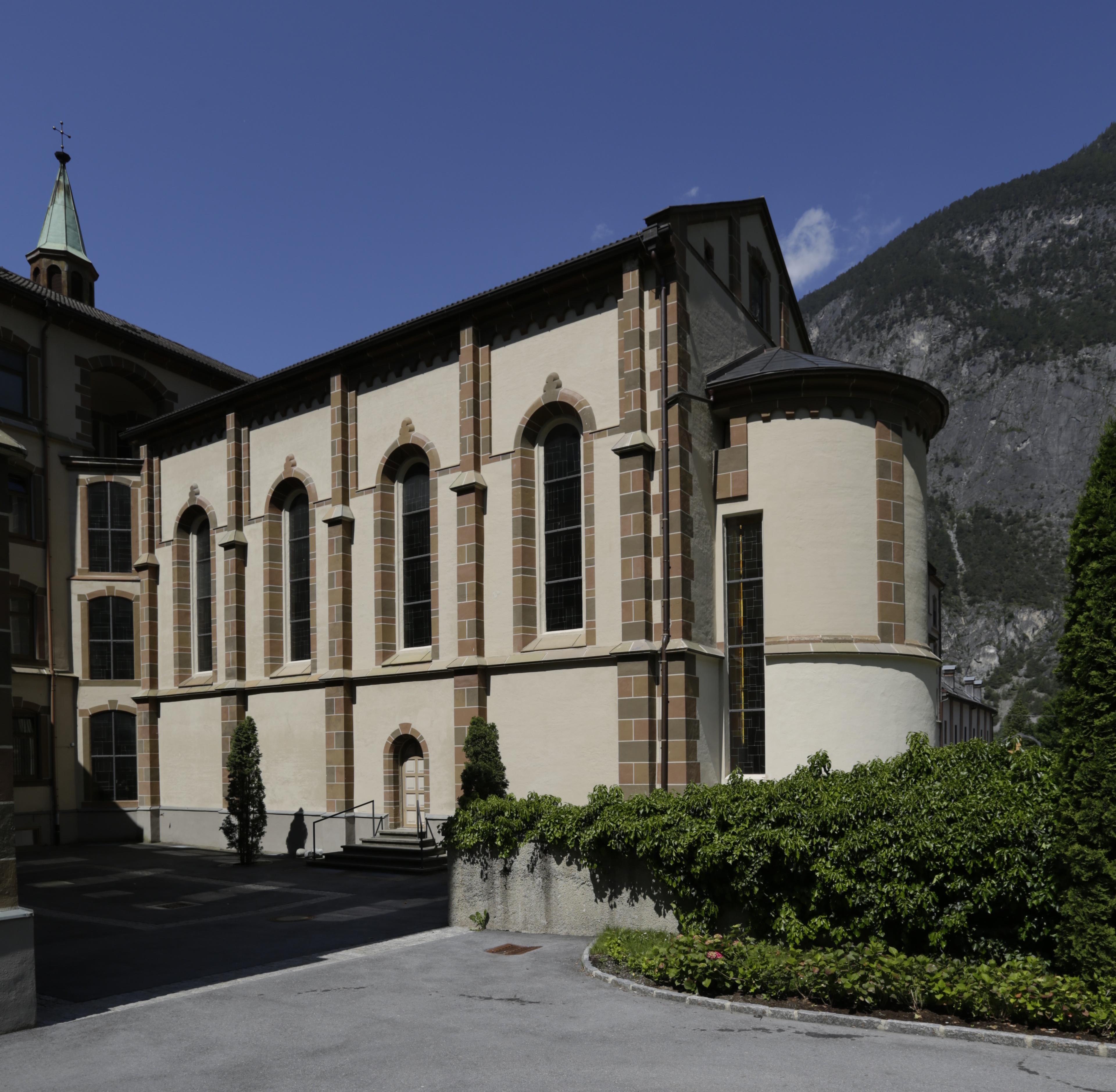
Klosterkirche

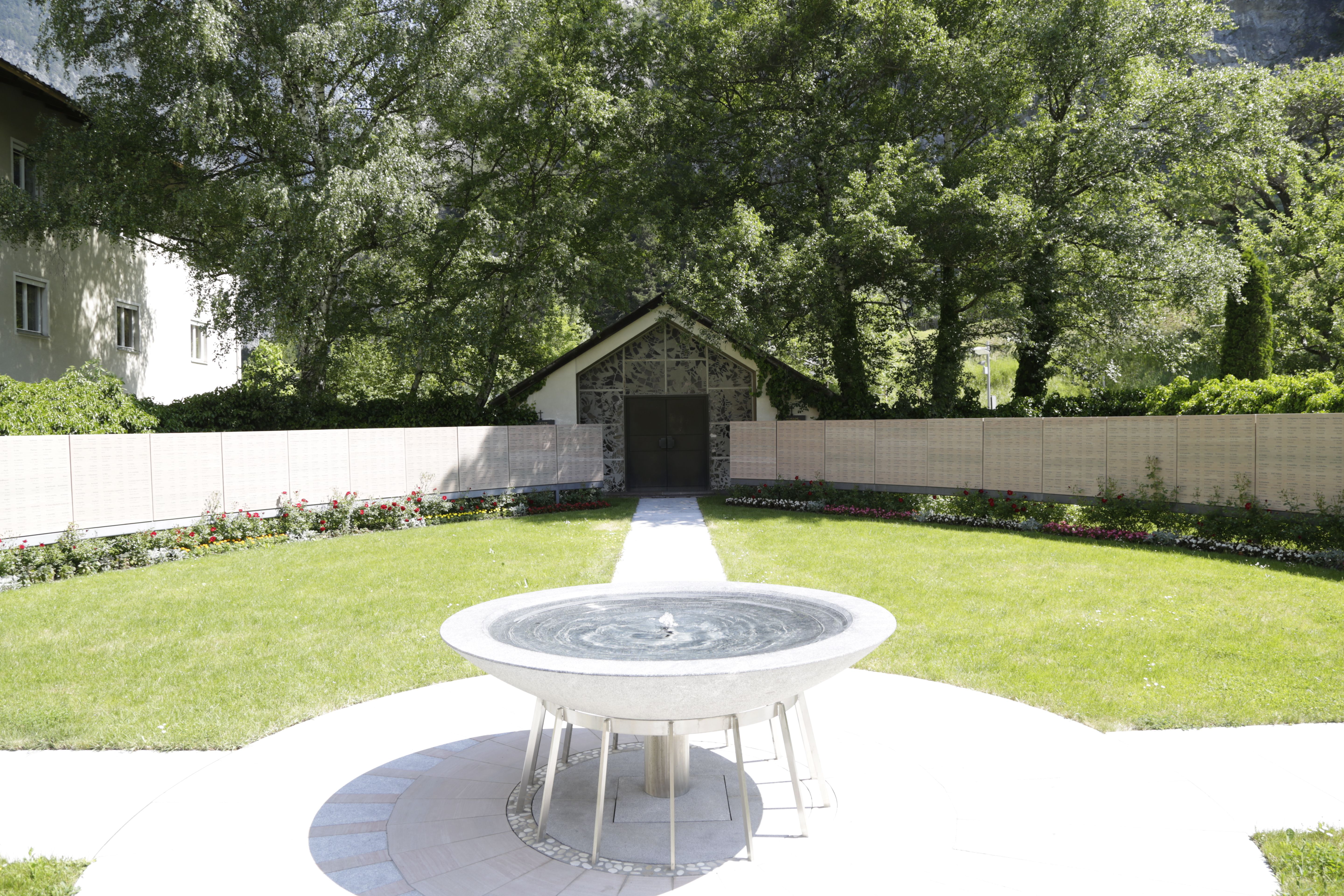
Klosterfriedhof

Die Gemeinschaft der Barmherzigen Schwestern des hl. Vinzenz von Paul in Zams ist eine römisch-katholische Gesellschaft apostolischen Lebens in Zams in Tirol.
Gesamtanlage Mutterhaus wie auch Klosterkirche hl. Josef mit Klosterfriedhof stehen unter Denkmalschutz.

## Geschichte
Im Jahr 1811 wurde vom Pfarrer Nikolaus Tolentino Schuler ein Krankenhaus gebaut. Auf Wunsch Nikolaus Schulers ging Katharina Lins (Sr. Josefa Nikolina) zur Ausbildung nach Straßburg zu den Sœurs de la Charité de Strasbourg und kehrte als Barmherzige Schwester nach Zams zurück. In den folgenden Jahren schlossen sich ihr Gefährtinnen an, die von der Generaloberin Vinzenz Sultzer entsandt wurden, so dass die Gemeinschaft 1826 offiziell anerkannt wurde (der Orden insgesamt war bereits am 19. September 1821 von Kaiser Franz II. genehmigt worden).
1830 und 1831 wurden Filialen des Ordens in Ried im Innkreis und in Imst errichtet.
1832 wurde von Katharina Lins auf Anfrage des Grafen Coudenhove in Wien-Gumpendorf eine weitere Gemeinschaft gegründet, deren Protektorin später Erzherzogin Maria Theresia war.
1840 wurde eine Niederlassung in Glurns begründet, die 1925 nach Gries-Bozen übersiedelte und heute das Provinzhaus Bozen in Südtirol bildet. 1841 wurde auf Bitten des Deutschordens die Niederlassung in Lana bezogen (Wiederbelebung des weiblichen Zweiges)

In den folgenden Jahren kamen Gründungen in Troppau im tschechischen Schlesien (1841, ebenfalls Deutschorden), und in Ungarn in Satu Mare (1842, heute Rumänien) und Agram (1845, heute Kroatien).
Seit einiger Zeit gibt es auch eine Missionsniederlassung in Moro/Peru.
Die Zammer Barmherzigen Schwestern gehören seit einigen Jahren mit zur Föderation Vinzentinischer Gemeinschaften, die alle auf die Straßburger Gemeinschaft zurückgehen.

## Niederlassungen und Werke
- Mutterhaus Zams
  - Krankenhaus St. Vinzenz Zams[4]
  - Katharina Lins Schulen: Übungshauptschule für Mädchen; Oberstufenrealgymnasium und Bildungsanstalt für Kindergartenpädagogik, Gesundheits- und Krankenpflegeschule des Krankenhauses St. Vinzenz; Sonderschule für schwerstbehinderte Kinder des Sozialen Zentrums St. Josef in Mils[5]
  - Mädchenwohnheim Zams
  - Hort St. Vinzenz für Schülerinnen der ÜHS, Übungskindergarten/Übungshort der Gemeinde, Zams
  - Tageskindersstätte Josefsheim Reutte[6]
  - Kindergarten Serfaus
  - Soziales Zentrum St. Josef Mils (Heim für lebensbegleitendes Wohnen und Förderzentrum für Kinder mit erhöhtem Förderbedarf)[7]
  - Marienhof Maria Saal (Heim und Förderzentrum für schwerstbehinderte Kinder und Jugendliche)[8]
  - Altersheim Haus zum guten Hirten Hall[9]
  - Weidachhof Altersheim St. Josef Schwaz-Weidach[9]
  - Alters- und Pflegeheim Jesuheim Lochau[9]
- Provinzhaus Bozen in Gries[2]
  - Jesuheim Girlan (Heim für Menschen mit Behinderung)
  - Vinzenzheim Schlanders[10]
  - Koflerinstitut Bozen (Kindergarten, Konvikt für Studentinnen)
  - Mitarbeit im Krankenhaus Schlanders (Kapuziner), Knabenseminar Vinzentinum und Priesterseminar Brixen, Altersheim St. Martin im Passeier
- Niederlassung in Moro/Peru[3]